# World Database on Protected Areas
Il World Database on Protected Areas (archivio mondiale delle aree protette), abbreviato attraverso la sigla WDPA, è un archivio dati che dal 1981 raccoglie e fornisce informazioni sulle aree naturali protette terrestri e marine di tutto il mondo. Il database è disponibile gratuitamente presso il sito ProtectedPlanet che pubblica materiale specifico su ogni area protetta mediante schede dettagliate fornite di mappe e di testi anche raccolti attraverso Wikipedia. Il WDBA è organizzato e amministrato dalla UNEP (Programma delle Nazioni Unite per l'ambiente) e dalla WCMC (World Conservation Monitoring Centre) con sede a Cambridge, in Gran Bretagna, con l'apporto della IUCN (Unione Mondiale per la Conservazione della Natura). 
Il World Database on Protected Areas assegna a ogni area protetta registrata un numero univoco, il WDPA ID, che permette di identificare ogni area naturale protetta in modo certo e inequivocabile. Nel 2014 il database conteneva informazioni su oltre 209 000 aree protette di tutto il mondo per un totale di oltre 30 milioni di km² di superficie.